# Topaze (1951)
Topaze is een Franse film uit 1951, geregisseerd door Marcel Pagnol.

## Rolverdeling
| Acteur            | Personage       |
| ----------------- | --------------- |
| Fernandel         | Albert Topaze   |
| Jacqueline Pagnol | Ernestine Muche |
| Hélène Perdrière  | Suzy Courtois   |
| Marcel Vallée     | Mr. Muche       |
| Pierre Larquey    | Professor       |